# Richard Groschopp
Richard Groschopp (* 19. Februar 1906 in Cölleda; † 8. Juli 1996 in Kleinmachnow) war ein deutscher Filmregisseur, Drehbuchautor,  Kameramann und Filmeditor. Groschopp gilt als einer der bekanntesten und renommiertesten Regisseure der DEFA.

## Leben und Werk

### Frühe Jahre
Richard Groschopp wurde 1906 als zweiter Sohn eines Schützenhauswirts in Cölleda (Thüringen) geboren. Später zog die Familie über Erfurt nach Greiz, wo er die Volksschule besuchte. Bereits während seiner Schulzeit zeigte sich seine künstlerische Begabung, neben Geigenunterricht nahm Groschopp auch an Theaterinszenierungen teil. Nach seiner Schulausbildung absolvierte er eine Konditorlehre in Erfurt, arbeitete dann als Geselle in Kiel und ab 1927 in Dresden. Nebenbei war er weiterhin künstlerisch aktiv. Neben seinem Geigenspiel verfasste er Kurzgeschichten und beschäftigt sich ab 1929 mit dem neuen Medium Film. Nach dem Erwerb einer 9,5 mm-Schmalfilmausrüstung realisierte er kleinere Filmbeiträge und verschlang – eigenen Aussagen nach – alles, was es an Literatur zu dem Thema Filmkunst gab.

### Anfänge
Neben seiner Arbeit als Konditor wurde er Mitglied des Bundes der Filmamateure und verfasste in diesem Zusammenhang Artikel über theoretische und praktische Probleme für die Zeitschrift „Film für alle“. Erste Auszeichnungen für seine Kurzfilme folgten, so gewann er auf Filmfestivals verschiedene Preise. Sein erster Film, der Trickfilm Eine kleine Königstragödie aus dem Jahr 1934 sowie der Kurzfilm Bommerli aus dem Jahr 1935 wurden ein Erfolg, so dass er im Auftrag von Fritz Boehner, einem Inhaber eines Werbefilmstudios, seine beiden Kurzfilme auf 35-mm-Film neu inszenierte. Sein Film Eine kleine Königstragödie wurde von der Tobis als Vorfilm zum Film Der Herrscher von Veit Harlan in die Lichtspielhäuser gebracht, was ihm zusätzliche Reputation verschaffte.
Nachdem er 1936 seine Meisterprüfung zum Konditor abgelegt hatte, folgte er am 1. Juli 1936 einer Einladung des Werbefilmproduzenten Boehner für seine Boehner-Film als Kameramann und Regisseur zu arbeiten. Zahlreiche Aufträge für Werbe-, Industrie- und Dokumentarfilme schlossen sich an, wie beispielsweise 1936 für Olympia, wo er unter der Leitung von Leni Riefenstahl als Kameramann Beiträge zum Fechten und über das Olympische Dorf realisierte. Mit Beginn des Zweiten Weltkrieges wurde er vom Dienst an der Waffe freigestellt, da er Lehrfilme für Flakschützen und Marinesoldaten produzierte. Im Februar 1945 überlebten Groschopp und seine Familie die Luftangriffe auf Dresden zwar, verloren aber als Folge der Angriffe ihr Zuhause, so dass sie Boehner im März 1945 nach Wirsberg in Oberfranken folgten, wohin der Produzent seinen Betrieb verlagerte.

### Nachkriegszeit
Ein Jahr später, im März 1946, kehrte Groschopp mit seiner Familie nach Dresden zurück, wo er ab dem 1. April 1946 wieder bei der Boehner-Film arbeitete, die der Sowjetischen Militäradministration in Deutschland unterstellt war. Als Regisseur, Kameramann und Filmeditor produzierte er unter anderem die Wochenschau Der Augenzeuge, aber vor allem Propaganda-, Industrie- und Aufklärungsfilme, so dass einige der ersten Nachkriegsfilmdokumentationen unter seiner Regie entstanden. Mit der Enteignung bzw. der Überführung der Boehner-Film in Volkseigentum und der Umbenennung in DEFA-Produktion Sachsen zum 1. September 1946 wurde er schließlich Filmschaffender für die neu gegründete DEFA.
Im Sommer 1950 wechselte er nach Potsdam-Babelsberg ans DEFA-Studio für Spielfilme, wo er unter der künstlerischen Leitung von Slatan Dudow und Kurt Maetzig einige Szenen des DEFA-Films Familie Benthin inszenierte. Nach Beendigung seines ersten eigenständigen Spielfilms, der Komödie Modell Bianka aus dem Jahr 1951, schrieb er unter anderem Drehbücher für andere Filmregisseure, wie 1953 Geheimakten Solvay für Martin Hellberg. Gleichzeitig entwickelte er etwa Anfang 1953 ein Konzept für eine Kabarettserie, die nach erfolgreichen Testproduktionen am 1. Mai 1953 unter der Bezeichnung „Das Stacheltier“ uraufgeführt wurde. Dabei handelte es sich um eine Kurzspielfilmreihe, die später von einer eigenen Produktionsgruppe realisiert wurde und sich satirisch mit dem DDR-Alltag beschäftigte. Die Reihe war propagandistisch gegen die kapitalistischen Widersacher aus Westdeutschland gerichtet. Bis 1958 realisierte Groschopp etwa 50 der insgesamt gut 275 „Stacheltiere“.
Nach seinem Engagement für die Stacheltiere konzentrierte sich der Künstler 1958 wieder auf den Spielfilm. Er verfilmte viele Gegenwartsstoffe, wie Ware für Katalonien (1959) und 1961 die Komödie Die Liebe und der Co-Pilot, die ein vielbeachteter Publikumserfolg wurde. Sein 1963 uraufgeführter Film Die Glatzkopfbande löste seinerzeit heftige Kontroversen aus, da er trotz guter Publikumsresonanz als „zu brutal“ bewertet und später aus den Filmtheatern verbannt wurde. Sein nächster Film, Entlassen auf Bewährung aus dem Jahr 1965, wurde hingegen weniger beachtet. Dies änderte sich 1967, als sein Indianerfilm Chingachgook, die große Schlange mit Hauptdarsteller Gojko Mitić zum großen Publikumsmagneten der DDR-Kinos wurde. Der DEFA-Western wurde sein letzter und zugleich auch sein erfolgreichster Kinofilm. Im Anschluss an seinen Erfolg wirkte er noch als Regisseur für das Fernsehen der DDR, bis er mit dem Fernsehfilm Filmemacher 1971 seine Tätigkeit als Film- und Fernsehregisseur beendete.

### Sonstiges Wirken
Groschopp engagierte sich zeitlebens als Regisseur für den Kurzfilm und vor allem für den Amateurfilm, verfasste hierfür auch unzählige Beiträge und wurde zum Präsidenten des Nationalen Zentrums für Amateurfilme der DDR berufen. Des Weiteren war er von 1956 bis 1960 Chefredakteur der Zeitschrift „Film für alle“ und verfasste unzählige Handbücher für Amateurfilmer. Von 1959 bis 1962 leitete er an der Deutschen Hochschule für Filmkunst in Potsdam-Babelsberg den Fachbereich Regie.
Richard Groschopp war mit der Publizistin Ursula Madrasch-Groschopp (1916–2004) verheiratet und lebte von 1958 bis zu seinem Tod 1996 in Kleinmachnow.

## Filmografie
Wo nicht anders ausgewiesen, handelt es sich um einen Kurzfilm.
- 1932: Aristokraten Drehbuch, Regie, Kamera und Schnitt
- 1932: Die wundersamen Abenteuer des kleinen Mutz Drehbuch, Regie, Produktion, Kamera und Schnitt
- 1934: Eine kleine Königstragödie Drehbuch, Regie, Produktion, Kamera, Schnitt und Ton
- 1936: Winkel des Glücks Drehbuch, Regie und Schnitt
- 1936/38: Olympia, 1. Teil: Fest der Völker (Kino-Propagandafilm) Kameraführung
- 1936/38: Olympia, 2. Teil: Fest der Schönheit (Kino-Propagandafilm) Kameraführung
- 1937: Spitzenklöppeln im Erzgebirge Drehbuch, Regie, Kamera und Schnitt
- 1937: Spielzeugherstellung im Erzgebirge Drehbuch, Regie, Kamera und Schnitt
- 1937: Mit Federbusch und Harnisch Drehbuch, Regie, Kamera und Schnitt
- 1937: Kreidegewinnung auf Rügen Drehbuch, Regie, Kamera und Schnitt
- 1937: Kinder sparen Drehbuch, Regie und Schnitt
- 1937: Herstellung des Wechselstrom-Zählers W 9 Drehbuch, Regie, Kamera und Schnitt
- 1937: Elbestadt bei Nacht Drehbuch, Regie, Kamera und Schnitt
- 1937: Bommerli Drehbuch, Regie, Produktion, Kamera und Schnitt
- 1938: Turnierspiele Drehbuch, Regie und Schnitt
- 1938: Trajektverkehr Deutschland – Schweden Drehbuch, Regie, Kamera und Schnitt
- 1938: Eine Grenzstelle Drehbuch, Regie und Schnitt
- 1939: Vom sprühenden Funken zum klingenden Funk Drehbuch, Regie und Schnitt
- 1941: Wischauer Sprachinsel Drehbuch, Regie und Kamera
- 1941: Wir Mädels von Arwa Drehbuch, Regie, Kamera und Schnitt
- 1942: Strumpfwirker im Erzgebirge Drehbuch, Regie und Schnitt
- 1942: Strophil Regie, Kamera und Schnitt
- 1942: Kleine Elsaßfahrt Drehbuch, Regie, Kamera und Schnitt
- 1944: Land zwischen Vogesen und Rhein Drehbuch, Regie, Kamera und Schnitt
- 1944: Lerne Kriegsschiffe kennen Drehbuch, Regie, Kamera und Schnitt
- 1944: Lerne Handelsschiffe kennen Drehbuch, Regie, Kamera und Schnitt
- 1944: Das Gänseliesel Drehbuch, Regie, Kamera und Schnitt
- 1950: Familie Benthin Regie
- 1950: Kampf um Wasser Drehbuch, Regie und Produktionsleitung
- 1951: Modell Bianka Drehbuch und Regie
- 1952: Geheimakten Solvay Drehbuch
- 1953–1958: Das Stacheltier (satirische Kurzfilm-Reihe, etwa 50 Folgen) Drehbuch und Regie
- 1955: 52 Wochen sind ein Jahr Drehbuch und Regie
- 1958: Sie kannten sich alle Drehbuch und Regie
- 1959: Ware für Katalonien Drehbuch und Regie
- 1959: Bevor der Blitz einschlägt Drehbuch und Regie
- 1961: Die Liebe und der Co-Pilot Drehbuch und Regie
- 1962: Freispruch mangels Beweises Drehbuch und Regie
- 1962: Die Glatzkopfbande Drehbuch und Regie
- 1963: Carl von Ossietzky (TV-Spielfilm) Regie
- 1965: Entlassen auf Bewährung Regie
- 1967: Chingachgook, die große Schlange Drehbuch und Regie
- 1968: Geheimkommando Ciupaga (dreiteilige TV-Miniserie) Regie
- 1971: Angebot aus Schenectady (TV-Spielfilm) Drehbuch und Regie
- 1971: Filmemacher (TV-Spielfilm) Drehbuch und Regie

## Dokumentarfilm
- 1993: Zwei Schicksale oder Eine kleine Königstragödie (Regie: Lothar Warneke); der Dokumentarfilm stellt die Lebenswege von Richard Groschopp und Hasso Schützendorf gegenüber. Schützendorfs Schmuggler-Tätigkeiten waren Grundlage für Groschopps DEFA-Spielfilm Ware für Katalonien.